# Eberhard Reschke
Eberhard Reschke (* 18. Januar 1925 in Berlin) ist ein deutscher Klassischer Archäologe. 

## Leben
Eberhard Reschke besuchte von 1935 bis 1943 das Friedenauer Gymnasium. Anschließend musste er Kriegsdienst leisten und erblindete durch eine Verwundung auf einem Auge. 1946 konnte er seine Schulausbildung fortsetzen und das Abitur ablegen. Ab dem Sommersemester 1947 studierte er zunächst an der Kirchlichen Hochschule Berlin-Zehlendorf Evangelische Theologie, Philosophie und Klassische Philologe. Seit dem Wintersemester 1948/49 studierte er an der Freien Universität Berlin, seit dem Sommersemester 1950 das Fach Klassische Archäologie. Am 25. Januar 1963 wurde er mit einer Dissertation zu den römischen Sarkophagen des späten 3. Jahrhunderts n. Chr. bei Friedrich Wilhelm Goethert promoviert. 1963/64 erhielt er ein halbes Reisestipendium des Deutschen Archäologischen Instituts. Von 1970 bis zum Ruhestand 1990 war er als Kustos der Antikensammlung der Universität Erlangen tätig, wo er auch 1970 habilitiert wurde.

## Veröffentlichungen
- Römische Sarkophagkunst zwischen Gallienus und Constantin dem Grossen. In: Franz Altheim, Ruth Stiehl: Die Araber in der alten Welt, Bd. 3, Berlin 1966, S. 307–416 (= Dissertation, Pflichtexemplare mit Lebenslauf).
- Sarkophag eines Prinzen? In: Beiträge zur Alten Geschichte und deren Nachleben. Festschrift für Franz Altheim zum 6.10.1968. Berlin 1970, S. 66–76.
- Die Ringer des Euthymides. Stuttgart 1990, ISBN 3-515-05371-9.